# 海南鶏飯
海南鶏飯（かいなんけいはん/ハイナンチーファン/ホイナムカイファン）は、茹で鶏と、その茹で汁で調理した米飯を共に皿へ盛り付けた米料理。シンガポールチキンライスとも呼ばれる。
日本では「海南チキンライス」とも呼ばれるが、日本のチキンライスとはまったく異なる。

## 概要
シンガポール、マレーシア、タイで特に人気が高く、国民食的な屋台料理として定着している。アメリカ合衆国などで営業するシンガポール料理店、マレーシア料理店では必ずといって良いほどメニューに掲載されている料理であり、タイ料理店では「カオマンガイ」の名称で提供されている。
このように多国籍な料理とも言える海南鶏飯であるが、特にシンガポール政府は海南鶏飯の国民食化に熱心であり、観光客に覚えやすいよう「シンガポールチキンライス」の名称を使うこともある。

## 歴史
中国海南省からの移民が東南アジアで広めた料理であるが、海南省には文昌鶏という鶏料理はあっても「海南鶏飯」という料理は無い。
海南人の東南アジアへの移民は1800年代に始まり、領事館や富豪、レストランなどで料理人、サービス業の仕事をしていた。時代が下ると、屋台で料理を提供するようになったり、コピティアムを営業するようになり、海南料理が東南アジアに広まっていった。
1930年代にブギス地区の「逸群（Yet Con）」などで提供されたのが、海南鶏飯の始まりとされる。海南料理の文昌鶏を再考案した料理と考えられている。

## 海南鶏飯粒
海南鶏飯粒は、海南鶏飯を日本のおにぎりのように丸めたもの。

## 類似料理

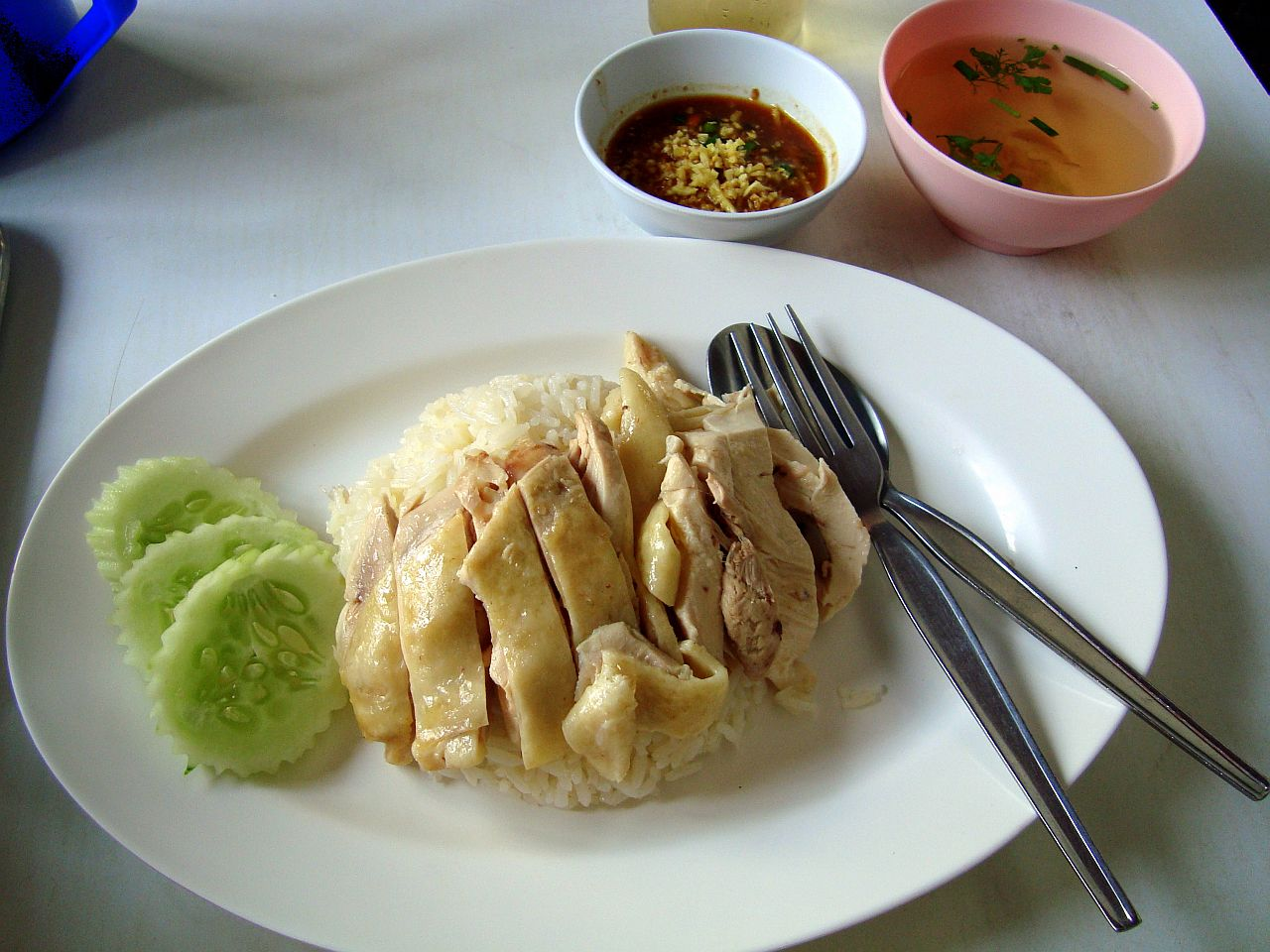
カオマンガイ - タイ チェンマイ

同様の鶏飯は中国から東南アジアにかけて広く分布しており、使用される調味料や調理法は多彩である。以下に例示する。
- カオマンガイ (タイ語: ข้าวมันไก่, Khao Man Kai) - タイ[1][2]
- 切鶏飯 - 中国広東省[2]
- コム・ガー（ベトナム語版） (Cơm Gà) - ベトナム[2]
- バーイモアン (bay moan) - カンボジア[2]
- ナシアヤム (Nasi ayam) - マレーシア